# Fahad Al-Musaibeah
Fahad Al-Musaibeah (in arabo فهد المصيبيح‎?; 4 aprile 1961) è un ex calciatore saudita, di ruolo centrocampista.

## Carriera
Ha partecipato ai Giochi Olimpici e alla Coppa d'Asia nel 1984.